# Podniebienie twarde
Podniebienie twarde (łac. palatum durum) – część podniebienia, tworząca sklepienie jamy ustnej właściwej. Znajduje się w jej części przedniej, zawiera zrąb kostny (blaszki poziome kości podniebiennych oraz wyrostki podniebienne szczęk). Jest pokryte nabłonkiem wielowarstwowym płaskim rogowaciejącym, między którym a okostną w tylnej części podniebienia występują gruczoły ślinowe (łac. glandulae palatinae), produkujące ślinę śluzową. Błona śluzowa przedniej części podniebienia twardego jest silnie zrośnięta z okostną.
Zaraz za pierwszymi górnymi siekaczami w linii pośrodkowej pod błoną śluzową jest otwór przysieczny (foramen incisivum), w jego okolicy brodawka przysieczna (papilla incisiva) a dalej w linii pośrodkowej szew podniebienny (raphe palati; z wiekiem może przyjąć postać zgrubiałego wału podniebiennego utrudniającego utrzymanie protezy zębowej górnej), od którego w przedniej części odchodzą poprzeczne fałdy podniebienia (plicae palatinae trasversae) zanikające z wiekiem (wyraźniej są zaznaczone u innych zwierząt).
Pojęcia podniebienie twarde nie należy mylić z pojęciem podniebienie kostne – to ostatnie stanowi zręb kostny pierwszego.
Podniebienie twarde unerwiona czuciowo nerw podniebienny większy (czuciowo podniebienie twarde oraz współczulnie i przywspółczulnie gruczoły podniebienne). Unaczynienie prowadzi tętnica podniebienna większa.